# Cisneros (kommun i Colombia)
Cisneros är en kommun i Colombia.   Den ligger i departementet Antioquía, i den centrala delen av landet, 240 km nordväst om huvudstaden Bogotá. Antalet invånare är 9 682. Arean är 46 kvadratkilometer.
Terrängen i Cisneros är huvudsakligen kuperad.